# Большая Индия
Большая Индия — исторический регион, который находился под значительным влиянием индийской культуры и индуизма, в особенности в период с V по XV век. Большая Индия простиралась далеко за пределы Индийского субконтинента: от Афганистана до островов Юго-Восточной Азии и Дальнего Востока, от Цейлона до предгорий Гималаев и Тибета. С Большой Индией связано распространение индуизма в Юго-Восточной Азии, а также (произошедшая в первые века нашей эры) экспансия буддизма за пределы Индийского субконтинента в Центральную Азию и Китай по Великому шёлковому пути.